# كلية ميلس
كلية ميلس (بالإنجليزية: Mills College)‏ هي كلية فنون ليبرالية خاصة للبنات في أوكلاند بكاليفورنيا. تأسست ميلس في عام 1852 في مدينة بينيسيا بولاية كاليفورنيا لتكون مدرسة السيدات الشابات. نُقِلت إلى أوكلاند في عام 1871 وأصبحت أول كلية نسائية غرب جبال روكي. في عام 2014 أصبحت ميلس أول كلية أحادية الجنس في الولايات المتحدة تتبنى سياسة قبول ترحب صراحةً بالطلاب المتحولين جنسيًا.
تقدم كلية ميلس أكثر من 45 تخصصًا جامعيًا وقاصرًا وأكثر من 30 درجة جامعية وشهادة وبيانات اعتماد. فهي موطن لكلية ميلس للتربية ومدرسة لوري آي لوكي للأعمال والسياسة العامة.
في مارس 2021 -بسبب المخاوف المالية التي زادها الوباء- أعلنت الرئيسة إليزابيث إل هيلمان أن كلية ميلس ستبدأ في التحول من كونها كلية تمنح درجة علمية في خريف عام 2021 إلى معهد ميلس. أُعلِن عن خريجات كلية ميلس في رسالة نُشِرت على الإنترنت.
في يونيو 2021 -بعد الاهتمام بالاندماج مع جامعة كاليفورنيا في بيركلي من قبل بعض خريجات كلية ميلس- أعلنت الكلية بدلاً من ذلك أنها تنوي الاندماج مع جامعة نورث إيسترن (وهي كلية للذكور فقط قبلت أول طالباتها في عام 1943) لتصبح كلية ميلس تابعة لجامعة نورث إيسترن.
على الرغم من الحملة التي قامت بها خريجات كلية ميلس لوقف الاندماج المثير للجدل مع جامعة نورث إيسترن والإيقاف المؤقت الذي فرضه القاضي أُكِّد الاندماج من قبل مجلس أمناء كلية ميلس في 14 سبتمبر 2021. لم يُعلن بعد عن دور الرئيس هيلمان في المؤسسة الجديدة.

## التاريخ

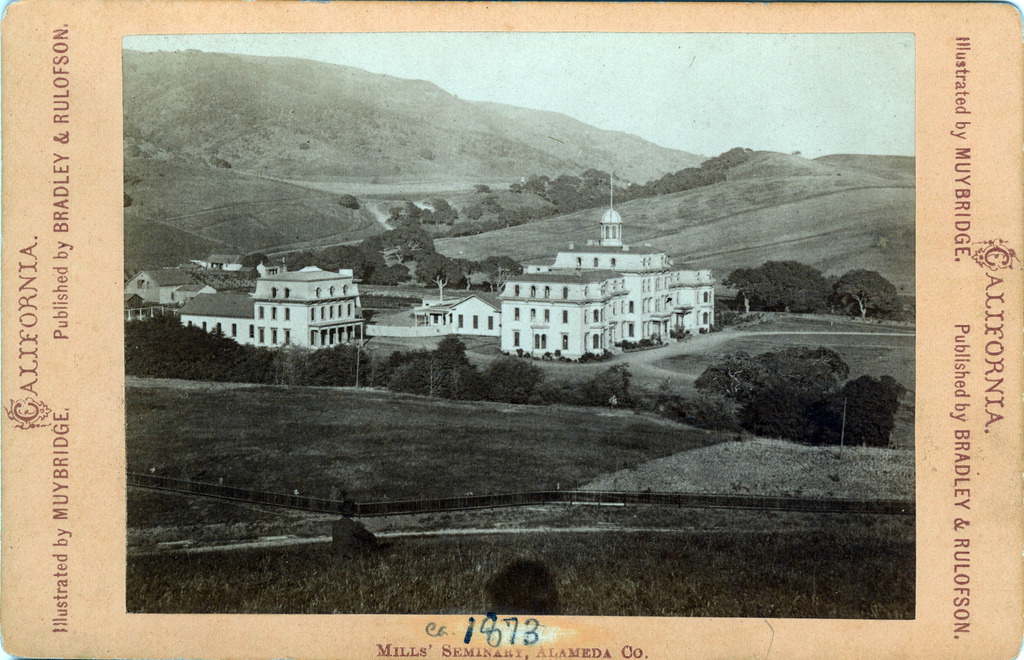
صورة إيدويرد مويبريدج لكلية ميلس حوالي عام 1873، وتضم قاعة ميلس

تأسست كلية ميلس في البداية باعتبارها مدرسة السيدات الشابات في مدينة بينيسيا عام 1852 تحت قيادة ماري أتكينز وهي خريجة كلية أوبرلين. في عام 1865 اشترت سوزان تولمان ميلس خريجة كلية ماونت هوليوك (ثم مدرسة ماونت هوليوك للإناث) وزوجها سايروس ميلس مدرسة يونغ ليديز لإعادة تسميتها مدرسة ميلس. في عام 1871 نُقِلت المدرسة إلى موقعها الحالي في أوكلاند بكاليفورنيا. كانت المدرسة أدرجت في عام 1877 وكان اسمها رسميا كلية ميلس في عام 1885. في عام 1890 بعد أن خدمت لعقود كمديرة (تحت رئاسة اثنين أيضًا) أصبحت سوزان ميلز رئيسة الكلية وشغلت هذا المنصب لمدة 19 عامًا. ابتداء من عام 1906 قُضِي على فصول اللاهوت بشكل تدريجي. في عام 1920 أضافت ميلس برامج الدراسات العليا للنساء والرجال ومنحت درجة الماجستير الأولى في العام التالي.
تشمل المعالم البارزة الأخرى في تاريخ الكلية رئاسة المعلمة والناشطة الشهيرة أوريليا هنري راينهارد خلال الحربين العالميتين الأولى والثانية، وإنشاء أول مدرسة مختبرية غرب ميسيسيبي للمعلمين الطموحين (المعروفة حاليًا باسم مدرسة ميلس كوليدج للأطفال) في عام 1926، وأصبحت أول كلية نسائية تقدم تخصصًا في علوم الكمبيوتر (1974).

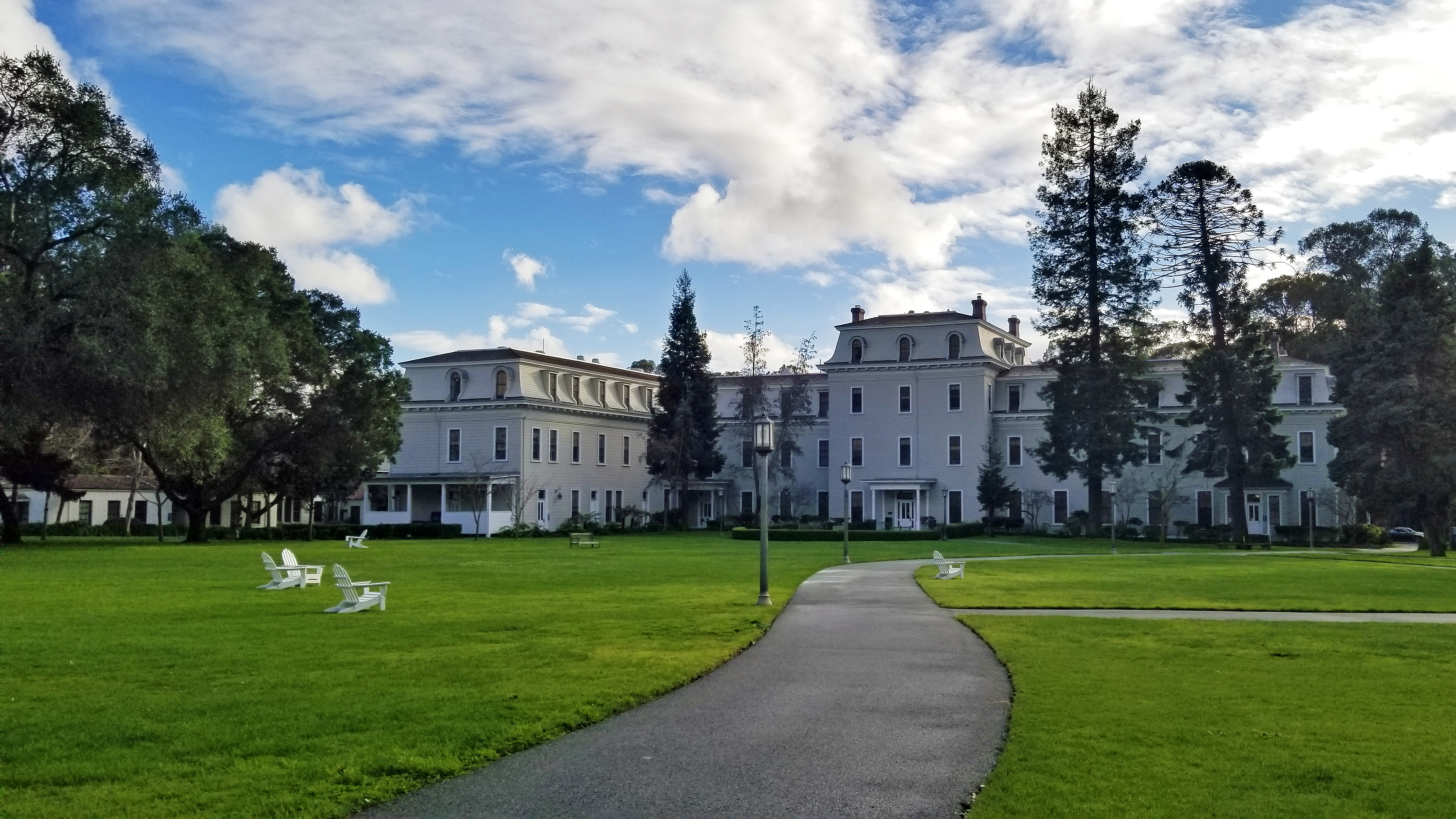
قاعة ميلس.

في عام 1990 أصبحت ميلس أول كلية نسائية والوحيدة في الولايات المتحدة تتراجع عن قرار الاختلاط بالمدرسة. في 3 مايو 1990 أعلن مجلس أمناء ميلس أنهم صوتوا لقبول الطلاب الجامعيين الذكور في ميلس. أدى هذا القرار إلى إضراب للطالبات والموظفين لمدة أسبوعين مصحوبًا بالعديد من الاحتجاجات السلمية من قبل الطالبات. في وقت من الأوقات قام ما يقرب من 300 طالبة بإغلاق المكاتب الإدارية وقاطعن الفصول الدراسية. في 18 مايو اجتمع الأمناء مرة أخرى لإعادة النظر في القرار، مما أدى إلى عكس التصويت.
في عام 2014 أصبحت ميلس أول كلية أحادية الجنس في الولايات المتحدة تتبنى سياسة قبول ترحب صراحةً بالطلاب المتحولين جنسيًا. تنص السياسة على أن الطلاب الجامعيين الذين يُحدَّد جنسهم كإناث عند الولادة ولكن يعرّفون أنفسهم على أنهم نساء مرحب بهم لتقديم طلب للقبول. كما أن الطالبات الجامعيات اللاتي الذين حُدِّد جنسهن الأنثوي عند الولادة ولكن تم تحديدهم على أنهم متحولين جنسياً أو بين الجنسين مرحب بهم أيضًا لتقديم طلب للقبول. توضح السياسة كذلك أن الطالبات الجامعات اللاتي حدِّد جنسهن أنثويًا عند الولادة وبعد ذلك أصبحن ذكورًا بشكل قانوني قبل التقديم غير مؤهلين للقبول في ميلس. تنتهي السياسة ببيان مفاده أنه «بمجرد قبول أي طالبة تكمل متطلبات التخرج بالكلية تُمنح درجة علمية» مشيرًا إلى أنه بمجرد قبولها في ميلز سيسمح للطالبة الجامعية التي تغير جنسها إلى ذكر بإكمالها شهادة في الكلية.
في عام 2017 أعلنت ميلس حالة طوارئ مالية بسبب انخفاض معدلات الالتحاق والعائدات ومرتبات أعضاء هيئة التدريس الثابتة. في شهر سبتمبر من ذلك العام أصبحت أول كلية خاصة في كاليفورنيا تنفذ إعادة ضبط الرسوم الدراسية حيث أعلنت عن تخفيض بنسبة 36% في الرسوم الدراسية للطالبات الجامعات بدءًا من خريف 2018 بهدف جعل التعليم في ميلس أقل تكلفة. بلغت الرسوم الدراسية للطالبات في العام الدراسي 2018-2019 ما قيمته 28,765 دولارًا أمريكيًا (أقل من 44,765 دولارًا أمريكيًا)؛ كانت تكاليف الغرفة والمأكل 13.448 دولارًا. لا تزال الطالبات قادرين على الحصول على منح الجدارة والمساعدات المالية على أساس الحاجة بالإضافة إلى تخفيض الرسوم الدراسية. للعام الدراسي 2019-2020 كانت الرسوم الدراسية للطالبات 29,340 دولارًا؛ كانت تكاليف الغرفة والطعام 13,883 دولارًا.
في 17 مارس 2021 أعلنت ميلس أنه اعتبارًا من خريف 2021 لن تعد كلية تمنح درجة علمية. وتتوقع تخريج آخر طلابها في عام 2023 وتخطط لأن تصبح معهدًا بحثيًا يسمى معهد ميلس. في يونيو 2021 أعلنت الكلية عن خطة للاندماج مع جامعة نورث إيسترن لتصبح معهدًا مختلطًا في حرم ميلس الجامعي. بعد الاحتجاجات من قبل العديد من الخريجات واستجابة لدعوى قضائية من قبل اثنين من أمناء كلية ميلزس أحدهما رئيس جمعية الخريجين في 17 أغسطس 2021 حكم قاضي محكمة مقاطعة ألاميدا العليا بأنه يجب تأجيل الاندماج حتى 3 سبتمبر ويجب على ميلس توفير الوصول إلى بياناتها المالية لإثبات الحاجة إلى إغلاق الكلية. رُفِع الوقف في 13 سبتمبر، وفي اليوم التالي صوت الأمناء لتأكيد الاندماج.

## أكاديميات

### الأكاديميات الجامعيات

#### القبول

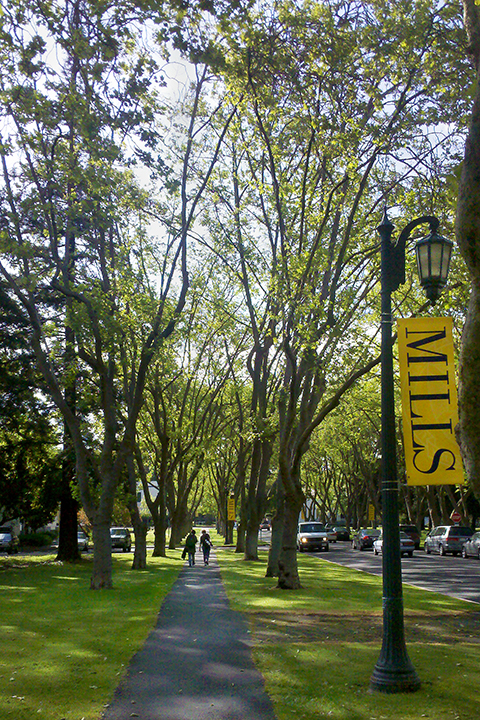
الطالبات يسرن على طول طريق ريتشاردز المحاط بالأشجار بالقرب من مدخل كلية ميلس.

يعتبر القبول في ميلس انتقائيًا من حيث أنه لا تُقبل كل متقدمة ولكن معدل القبول في السنوات الأخيرة كان يحوم حول 75٪. إنها تميز عمليتها بأنها شاملة: صُمِّمت عملية التقديم للقبول في ميلز للسماح للطالبات بمشاركة صورة كاملة عن تجاربهن وشغفهن وأنشطتهن وما يأملن في تحقيقه، بالإضافة إلى إنجازاتهن الأكاديمية.
معظم طالبات السنة الأولى المقبولين في ميلس لديهم متوسط B + واتبعن دورة تحضيرية كاملة للكلية في مدرستهم الثانوية، بما في ذلك 4 سنوات من اللغة الإنجليزية، و 3 إلى 4 سنوات في الرياضيات، و 2 إلى 4 سنوات من اللغات الأجنبية و 2 إلى 4 سنوات سنوات في العلوم الاجتماعية، ومن 2 إلى 4 سنوات في العلوم المخبرية. يتم إعطاء عمل إضافي في الفنون الجميلة اعتبارًا إيجابيًا، وكذلك المواهب أو الاهتمامات الخاصة. يمكن منح تقدير دراسي معتمد لاختبارات تحديد المستوى المتقدم في مجلس الكلية وامتحانات المستويات العليا لبرنامج البكالوريا الدولية. تعد ميلس واحدة من ما يقرب من 200 كلية من الدرجة الأولى في الولايات المتحدة التي جعلت درجات الاختبار الموحدة (SAT أو ACT) اختيارية في عملية القبول.
تقبل ميلس الطلبات المقدمة من الطلاب المحولين والنساء اللاتي أخرن دخولهن إلى الكلية أو اللاتي يرغبن في مواصلة العمل للحصول على درجة البكالوريوس. يتم التنازل عن شرط نص المدرسة الثانوية إذا أُكمِلَت 24 وحدة فصل دراسي أو أكثر قابلة للتحويل. للطلاب الدوليين مطلوب TOEFL أو IELTS أو ELS لتلبية متطلبات إجادة اللغة الإنجليزية. يجب أن تكون الطلبات مصحوبة بنصوص وخطاب توصية ودرجات اختبار اللغة للطلاب الدوليين.
يوصى بشدة بإجراء مقابلة سواء في الحرم الجامعي أو عبر الإنترنت من خلال Skype أو FaceTime، لجميع المتقدمين.
في 2018-19 التحق بميلس طالبات من 41 ولاية أمريكية و 15 دولة. من بين 766 طالبة جامعية.

#### برامج الدرجات العلمية الطبرى والصغرى والسريعة
تقدم ميلس أكثر من 60 تخصصًا جامعيًا وقصرًا عبر الآداب والعلوم. اعتبارًا من العام الدراسي 2017-2018 كانت أفضل 5 تخصصات بالكلية هي: اللغة الإنجليزية وعلم النفس وعلم الاجتماع والاقتصاد وعلم الأحياء. للحصول على درجة البكالوريوس في ميلس يكمل الطلاب 120 ساعة معتمدة للفصل الدراسي (عادةً 15 ساعة معتمدة لكل فصل دراسي). يعتبر التقدير أمرًا تقليديًا ويتوفر خيار النجاح خارج التخصص. تقدم ميلس أيضًا عشرة برامج للحصول على درجات البكالوريوس والماجستير المعجل التي تسمح للطلاب بالحصول على درجة البكالوريوس والماجستير في وقت أقل بهدف زيادة خياراتهم المهنية.

#### المنهج الأساسي
صُمِّمت المناهج الدراسية الأساسية في ميلس لتطوير مهارات التحليل والتواصل والتفكير النقدي للطلاب ولتشجيع الإبداع المدروس والابتكار وخلق احترام عميق الجذور للتنوع والشمول والعدالة الاجتماعية. يتكون المنهج الأساسي من 10 مجالات معرفة ومهارات محددة منظمة في ثلاث فئات للنتائج:
- المهارات الأساسية - التحليل النقدي، ومحو الأمية المعلوماتية، والتواصل الكتابي والشفوي، ومحو الأمية الكمية
- طرق الاستفسار - العرق والجنس والسلطة؛ بحت علمي؛ لغة أخرى غير الإنجليزية؛ ووجهات النظر الدولية
- مساهمات في المعرفة والمجتمع - التعلم والإبداع والابتكار والتجريب المنخرطين في المجتمع

يستطيع الطلاب تخصيص إكمالهم لمتطلبات المناهج الأساسية وفقًا لاهتماماتهم من خلال الاختيار من بين مجموعة واسعة من الدورات التدريبية التي تفي بمجالات المعرفة والمهارات العشرة.

#### الاعتماد الاكاديمي
اعتُمِدت ميلس من قبل الرابطة الغربية للمدارس والكليات (WASC). تعمل الكلية بنظام الفصل الدراسي مع دورات اختيارية في فصل الشتاء والصيف.

### الأكاديميات الخريجات
تقدم كلية ميلس 34 درجة وبيانات اعتماد وشهادات من خلال برامج الدراسات العليا الخاصة بها بما في ذلك كلية ميلس للتربية وكلية لوري آي لوكي للأعمال والسياسة العامة. اعتبارًا من العام الدراسي 2018-2019 يُعد أفضل 5 برامج للخريجين في الكلية هي: التعليم وما قبل الطب وماجستير إدارة الأعمال واللغة الإنجليزية والموسيقى.

#### درجات الماجستير
تشمل خيارات درجة الماجستير في ميلس: ماجستير في إدارة الأعمال وماجستير في الفنون الجميلة في فن الاستوديو وفن الكتاب والكتابة الإبداعية والموسيقى وماجستير في الرقص والتعليم واللغة الإنجليزية وآدابها والصحة العقلية للرضع وعلوم الكمبيوتر متعددة التخصصات والموسيقى وماجستير في الاقتصاد التطبيقي. وكذلك ماجستير في الإدارة وماجستير في السياسة العامة (MPP).

#### الدرجات المشتركة ودرجات الدكتوراه والاعتمادات
تقدم ميلس أيضًا درجة ماجستير إدارة أعمال وفنون جميلة مشترك وماجستير إدارة أعمال وإدارة تربوية مشترك. يوفر ماجستير إدارة أعمال والفنون الجميلة المشترك للخريجين التدريب للتعامل مع الطلب المتطور للمهنيين ذوي الكفاءات عبر القطاعات الذين دُرِّبوا على منطق الوكالات الحكومية والمنظمات غير الربحية والمؤسسات الاجتماعية أو التجارية بالإضافة إلى تقاطع هذه القطاعات. صُمِّم ماجستير إدارة الأعمال والقيادة التربوية بشكل خاص لإعداد القادة والمديرين التربويين للنجاح من خلال منحهم المعرفة بالعملية التعليمية والديناميكيات ومهارات الأعمال والإدارة الإستراتيجية لمساعدتهم على مواجهة التحديات المعقدة للمشهد التعليمي سريع التغير.
تقدم كلية ميلس للتربية برنامج دكتوراه في القيادة التربوية والإعداد لاعتماد التدريس متعددة الموضوعات واعتماد الخدمات الإدارية واعتمادات أخرى صادرة عن الدولة في مجال التعليم.

#### شهادات ما بعد البكالوريا
تقدم الكلية أيضًا برامج شهادة ما بعد البكالوريا في تمهيدي الطب والكيمياء الحيوية وعلوم الكمبيوتر. صُمِّمت هذه البرامج للطلاب الذين حصلوا سابقًا على درجة البكالوريوس لكنهم مهتمون الآن بمتابعة درجاتهم أو وظائفهم في المجالات التي لا تغطيها درجة البكالوريوس. يحصل خريجو برنامج ما قبل الطب الطب ما بعد البكالوريا في ميلس على 80% + معدل قبول في كليات الطب (مقارنة بالمعدل الوطني البالغ 50٪). يمكن للطلاب الذين أكملوا برنامج ما قبل الطب لما بعد البكالوريا والمهتمين بمتابعة العلوم المختبرية بدلاً من كلية الطب إكمال شهادة الكيمياء الحيوية والبيولوجيا الجزيئية مع عام إضافي من العمل الدراسي. لا يشتمل برنامج شهادة علوم الكمبيوتر لما بعد البكالوريا على متطلبات مسبقة في البرمجة أو الرياضيات مما يسمح للطلاب بالاستمرار في الحصول على درجة الماجستير في علوم الكمبيوتر متعددة التخصصات مع خلفية جامعية في مجال غير متعلق بعلوم الكمبيوتر.
يتمتع طلاب الدراسات العليا في ميلس بإمكانية الوصول إلى السكن داخل الحرم الجامعي ونفس مرافق الحرم الجامعي مثل الطلاب الجامعيين، بما في ذلك مبنى بيتي إيرين مور للعلوم الطبيعية ومركز الموسيقى المعاصرة ومدرسة ميلس كوليدج للأطفال.

### هيئة التدريس
من ضمن أعضاء هيئة التدريس البارزين في ميلس فنانات الكتاب المشهورات: كاثي ووكاب وجولي تشين وكذلك مصممة الرقصات والعازفة موليسا فينلي والموسيقيات: ماجي باين وكريس براون وفريد فريث وروسكو ميتشل والمؤلفة كاثرين ريس والشاعرة والمحررة جوليانا شبر وعالمة الكمبيوتر إلين سبيرتوس والفنانة المصورة كاثرين واغنر. ما يقرب من 75% من أعضاء هيئة التدريس في ميلس يحملن أعلى الدرجات العلمية في مجالهن. يعمل أعضاء هيئة التدريس في ميلس من جميع مجالات الدراسة بشكل وثيق مع طلاب البكالوريوس والدراسات العليا ويتعاونون في البحث العلمي والحفاظ على الفن والأوراق الأكاديمية والمقالات الصحفية.

### المساعدة المالية
في العام الدراسي 2018-2019 تلقى أكثر من 80 بالمائة من طلاب ميلس الوافدين شكلاً من أشكال المساعدة المالية. بالنسبة للطلاب الجامعيين تقدم الكلية مجموعة متنوعة من المنح الدراسية على أساس الجدارة والاحتياجات والتي يمكن أن يصل مجموعها إلى 10000 دولار لطلاب السنة الأولى وسنوات النقل. تتوفر مساعدات إضافية من خلال المنح الفيدرالية والحكومية والمنح الدراسية الخاصة والقروض وفرص العمل والدراسة. وبالنسبة لطلاب الدراسات العليا فإن ميلس تقدم منحًا دراسية ومساعدات وزمالات مخصصة لكل برنامج دراسات عليا. توفر الكلية أيضًا إمكانية الوصول إلى قروض طلاب الدراسات العليا منخفضة الفائدة من الحكومة الفيدرالية.
للنظر في المساعدة الحكومية ومنح ميلس الدراسية القائمة على الاحتياجات، يجب على الطلاب تقديم الطلب المجاني للحصول على المعونة الفيدرالية للطلاب (FAFSA) ‏ بحلول الموعد النهائي المناسب. يجب على سكان كاليفورنيا أيضًا تقديم نموذج التحقق من برنامج Cal Grant GPA للنظر فيه للحصول على منحة كال.

#### تخفيض الرسوم الدراسية للطلاب الجامعيين
في سبتمبر 2017 أصبحت ميلس أول كلية خاصة في كاليفورنيا تنفذ إعادة ضبط الرسوم الدراسية مما قلل بشكل كبير من تكلفة التعليم الجامعي. خفضت الكلية الرسوم الدراسية للطلاب الجامعيين بنسبة 36% (بدءًا من خريف 2018) بهدف جعل تعليم ميلس في متناول المزيد من الطلاب. بلغت الرسوم الدراسية للطلاب الجامعيين في العام الدراسي 2018-2019 ما قيمته 28,765 دولارًا أمريكيًا (أقل من 44,765 دولارًا أمريكيًا)؛ كانت تكاليف الغرفة والمأكل 13.448 دولارًا. لا يزال الطلاب قادرين على الحصول على منح الجدارة والمساعدات المالية على أساس الحاجة بالإضافة إلى تخفيض الرسوم الدراسية. للعام الدراسي 2019-2020، كانت الرسوم الدراسية للطلبة الجامعيين 29,340 دولارًا؛ كانت تكاليف الغرفة والطعام 13,883 دولارًا.

## التصنيف
بالنسبة لعام 2021 صنفت مجلة يو إس نيوز آند وورد ريبورت ميلس في فئات «أفضل الجامعات الإقليمية الغربية» التالية:
- رقم 1 في أفضل المدارس القيمة
- رقم 1 في أفضل تعليم جامعي
- المركز الثامن في أكثر المدارس إبداعًا
- رقم 12 في الجامعات الإقليمية الغربية
- رقم 13 في أفضل أداء في التنقل الاجتماعي

بالنسبة لعام 2021 شملت مراجعة برينستون ميلز في القوائم التالية وصنفت ميلز في الفئات التالية:
- أفضل 386 كلية
- بست ويسترن (الكليات الإقليمية)
- الكليات الخضراء
- رقم 9 للمسؤولين الحاصلين على درجات منخفضة
- رقم 13 للطلاب الأكثر ليبرالية
- رقم 20 لأقل المتدينين

في عام 2020 صنفت واشنطن الشهرية ميلس في المرتبة السادسة من بين 614 مدرسة في قائمة جامعات الماجستير بناءً على مساهمتها في الصالح العام كما قيست من خلال الحراك الاجتماعي والبحث وتعزيز الخدمة العامة.
في عام 2019 أدرجت فوربس ميلس كواحدة من أفضل 650 مدرسة في الولايات المتحدة من بين 4300 مؤسسة محتملة تمنح درجات علمية. صنفت فوربس ميلس على النحو التالي:
- المرتبة 343 من حيث أفضل الكليات 2019
- رقم 227 من حيث الكليات الأهلية
- رقم 70 في الغرب[66]

## الحياة الطلابية

### الإحصاءات السكانية لجسم الطلاب

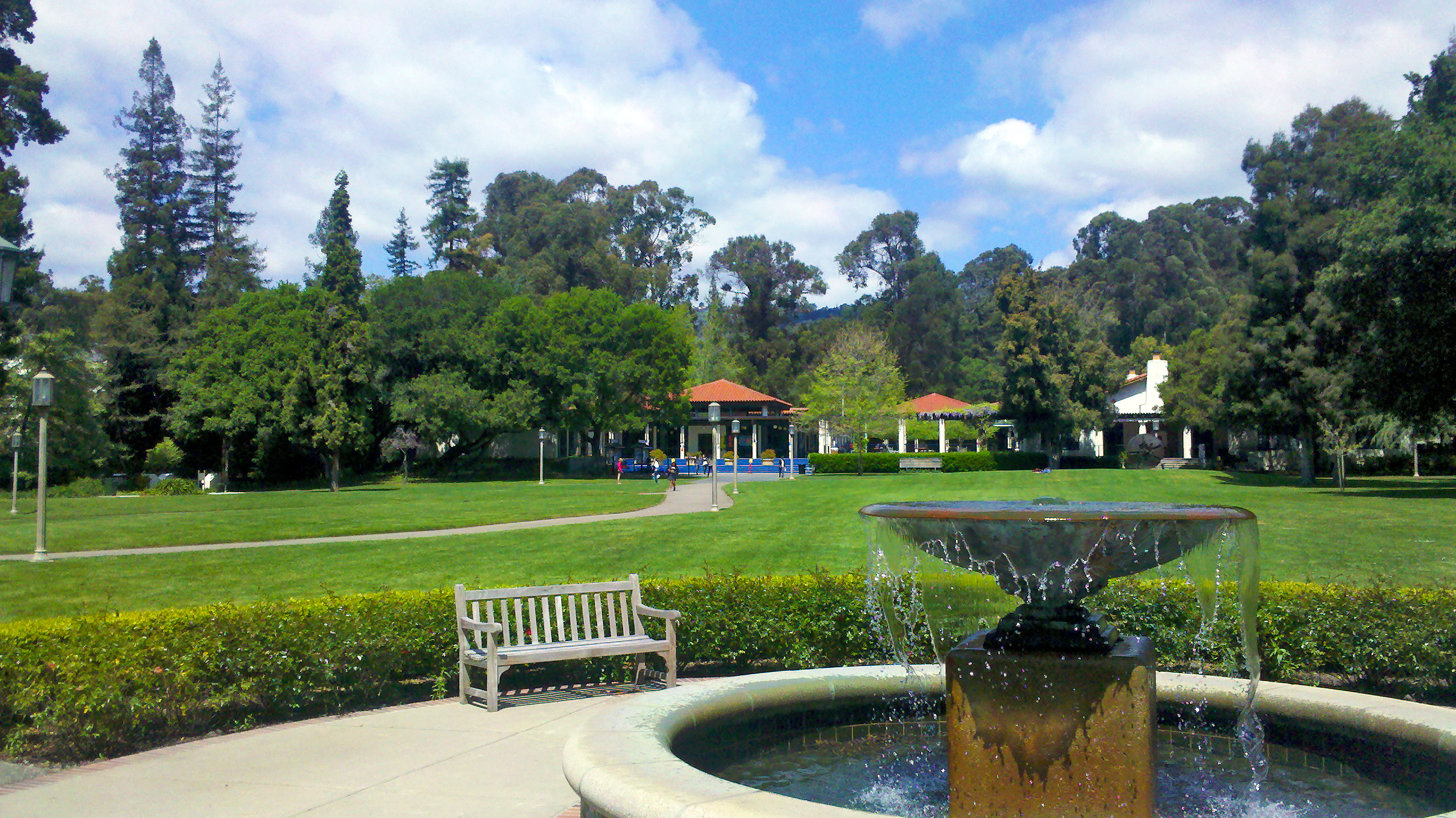
حرم كلية ميلس.

للعام الدراسي 2018-19 ضمت هيئة طلاب ميلس 1,255 طالبة منهن 766 طالبة جامعية و 489 طالبة دراسات عليا من جميع الأجناس. تُمثَّل إحدى وأربعين دولة في الهيئة الطلابية ويحضر الكلية طلاب دوليون من 15 دولة مختلفة. متوسط حجم الفصل في ميلس هو 16 طالبة، النسبة بين عدد الطلاب إلى هيئة التدريس 11: 1. متوسط حجم الفصل في ميلس صغير، حيث تضم 76% من فصول ميلس 20 طالبة أو أقل.
يعرّف 56 بالمائة من طلاب المرحلة الجامعية أنفسهم بأنهم طلاب ملونون أو متعددو الأعراق. 16% من الطلاب الجامعيين هم طلاب «مستأنفون» يبلغون من العمر 23 عامًا أو أكثر ويعودون إلى الكلية. يعيش أكثر من نصف طلاب ميلس الجامعيين في الحرم الجامعي في أي من خيارات السكن الإثني عشر التي تقدمها الكلية.
يعرف واحد وأربعون بالمائة من طلاب الدراسات العليا أنفسهم بأنهم طلاب ملونون أو متعددو الأعراق. 86% من هيئة طلاب الدراسات العليا هم طلاب بدوام كامل. ينتقل أكثر من ثلاثة أرباع طلاب الدراسات العليا إلى الحرم الجامعي مع ثلاثة عشر بالمائة فقط يختارون العيش في الحرم الجامعي.

### ألعاب القوى
تشارك فرق كلية ميلس كعضو في الرابطة الوطنية لرياضة الجامعات (NCAA) القسم الثالث. فريق «الأعاصير» هو عضو في مؤتمر الساحل إلى الساحل الرياضي (C2C). تشمل الرياضات النسائية: اختراق الضاحية والتجديف وكرة القدم والسباحة والتنس والكرة الطائرة. حصل فريق ميلس للسباحة على جائزة «فريق عالم كل أمريكا» لفرق السباحة والغطس التي حققت معدل تراكمي 3.0 أو أعلى. توجد مرافق ألعاب القوى والتربية البدنية والترفيه داخل جناح هاس.
يتميز مركز تريفشين للرياضات المائية بمسبح أوليمبي في الهواء الطلق. وهو متاح للطلاب وأعضاء هيئة التدريس والموظفين والعائلة المباشرة مجانًا، ومفتوح أيضًا للاستخدام العام مقابل رسوم رمزية.
يضم مركز التنس لميلس ستة ملاعب مضاءة ويستخدم للترفيه والأحداث والمسابقات. يستضيف فريق التنس أيضًا يومًا عائليًا كل عام لتعزيز التفاعل مع المجتمع.
يضم الحرم الجامعي مركزًا للياقة البدنية داخل جناح هاس لاستخدام الطلاب وأعضاء هيئة التدريس والموظفين. من ضمن أماكن ألعاب القوى أيضًا ملعب هيلمان لكرة القدم والمضمار.

### النوادي والمنظمات الطلابية
هناك أكثر من 50 منظمة طلابية في ميلس يديرها طلاب جامعيون وطلاب دراسات عليا. تستضيف هذه المجموعات معارض فنية على مستوى الحرم الجامعي وعروض رقص وحفلات موسيقية ومحاضرات، بالإضافة إلى الأحداث السنوية مثل الكرة السوداء والبيضاء واحتفال يوم الأرض.
يشارك الطلاب أيضًا في برنامج الطلاب المنتسبون لكلية ميلس (ASMC) وهو مجلس تنفيذي يضم مناصب منتخبة ومعينة. بموجب حكم الدستور الذي وضعه الطلاب يدير المجلس ويصرف ميزانية سنوية تدعم أكثر من 50 منظمة طلابية ومنشورات طلابية وفعاليات على مستوى الحرم الجامعي ومبادرات طلابية مختلفة. يُعد ASMC صوت الهيئة الطلابية لإدارة الكلية.
تشمل منشورات الطلاب الجامعيين في ميلس جريدة كامبانيل، وهي صحيفة جامعية حائزة على جوائز وصوت طلاب ميلس. وقد فازت بالجائزة الكبرى للصحافة في قسمها للتميز العام في الصحف من جمعية كلية كاليفورنيا للوسائط، كما كُرِّمت في فئات التحرير والأخبار والترفيه والتصوير. كما أن كتاب «ذا كريست» هو الكتاب السنوي لكلية ميلس والذي استمر لمدة 95 عامًا. في عام 2010 نشرت ميلس أول مجلة سنوية للبحوث الأكاديمية لميلس (MARJ) والتي تركز على البحث في حرم كلية ميلس. تدعم الكلية أيضًا مجلة وارلوس الأدبية وهي عبارة عن منشور سنوي يتضمن شعرًا ونثرًا وفنًا رائعًا وغريبًا وذكيًا وغريب الأطوار ونثرًا وفنًا من منطقة الخليج وخارجها. كما يوجد مجلة أدبية سنوية أخرى في الحرم الجامعي هي النسوية: مجلة السيدات الملونات التي تتميز بالنثر والشعر والأعمال الفنية للطلاب والخريجين وأعضاء هيئة التدريس والموظفين الملونين. تُجمع المنشورات وتُحرَّر من قبل مجموعة من طالبت ميلس.
يقوم طلاب الدراسات العليا أيضًا بإنشاء "580 Split" وهي مجلة سنوية للفنون والآداب وتنشر نثرًا وتجريبيًا مبتكرًا وشعرًا وفنًا وقد أُسِّست خصيصًا لطلاب الدراسات العليا للمشاركة وصقل مهاراتهم في التحرير والنشر والكتابة الإبداعية. وسعت المجلة من وجودها في منطقة الخليج ويمكن العثور عليها في مكتبات معروفة مثل سيتي لايتس. وهي أيضًا واحدة من المجلات الأدبية القليلة التي تصدرها مكتبة أوكلاند العامة.

## حرم الجامعة
يقع حرم كلية ميلس البالغ 135 أكر (0.55 كـم2) في سفوح أوكلاند بكاليفورنيا على الشاطئ الشرقي لخليج سان فرانسيسكو.

### مرافق الحرم الجامعي

#### مبنى بيتي إيرين مور للعلوم الطبيعية

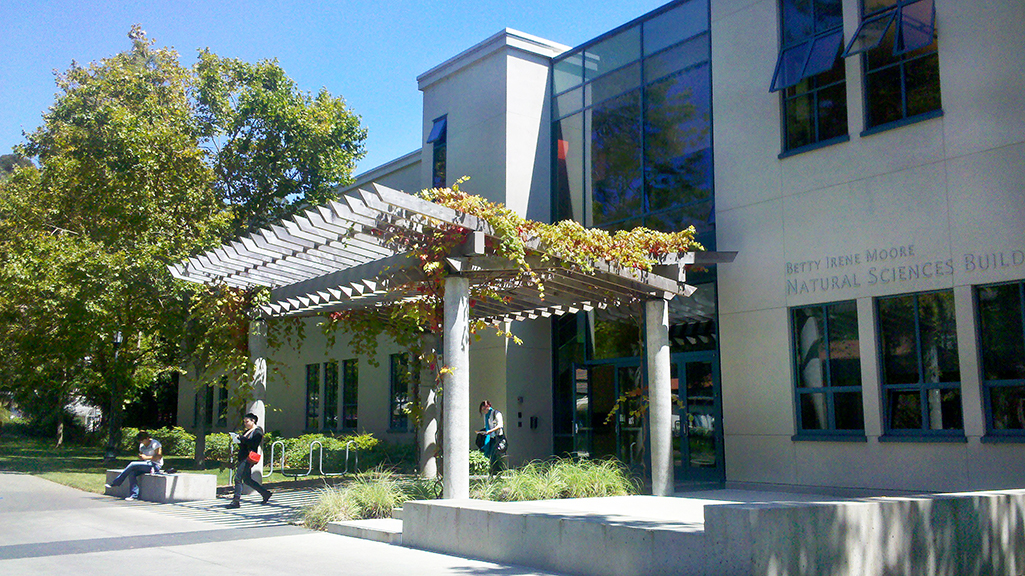
بعد انتهاء الحصة الدراسية يخرج الطلاب من مبنى بيتي إيرين مور للعلوم الطبيعية في حرم كلية ميلس.

انتُهي من مبنى العلوم الطبيعية في عام 2007 وكان أول مبنى «أخضر» للريادة في تصميمات الطاقة والبيئة (LEED) في ميلس. استوفت المنشأة أكثر المعايير صرامة لاختيار المواد واستهلاك الطاقة واستخدام المياه وحصلت على الشهادة البلاتينية. صُمِّم مبنى بيتي إيرين مور للعلوم الطبيعية خصيصًا للجمع بين مجالات الأحياء والكيمياء والفيزياء وعلم النفس ويشجع التعاون والبحث عبر التخصصات. يتميز المبنى بأحدث المعدات بما في ذلك: مركز تصوير شيفلر الحيوي الذي يحتوي على مجهر مضيء مع كاميرا رقمية وبرامج تصوير وغرف دافئة وباردة ونظام الزرع البحري. تشمل أدوات المبنى: مقياس طيف الامتصاص الذري ومقياس طيف الأشعة تحت الحمراء لتحويل فورييه ومقياس طيف الرنين المغناطيسي النووي بتحويل فورييه ومقاييس الطيف المرئي فوق البنفسجي وجهاز كيمياء كهربائية وكروماتوغرافيا سائلة عالية الأداء وكروماتوغرافيا غازية سائلة ومعيار منخفض السرعة وأجهزة طرد مركزي فائقة السرعة بالإضافة إلى العديد من الأجهزة الصغيرة.
يقدم مرفق العلوم مجموعة متنوعة من الفصول الدراسية والمختبرات ومساحات البحث المجهزة بأحدث الأجهزة وساحات التدريس الخارجية الخاصة، ويقع بجوار حديقة ويليام جوزيف ماكينيس النباتية للبحث العملي والدراسة.

#### مركز الموسيقى المعاصرة
انتقل مركز سان فرانسيسكو للموسيقى الشريطية إلى حرم ميلس الجامعي في عام 1966 وأصبح مركز ميلس تيب للموسيقى وغُيِّر اسمه لاحقًا إلى مركز الموسيقى المعاصرة (CCM). تحتوي أرشيفات CCM على أكثر من 50 عامًا من التسجيلات المجمعة التي أُجرَت في مركز سان فرانسيسكو للموسيقى الشريطية وفي ميلس. تشتهر CCM دوليًا كمركز رائد للابتكار في الموسيقى وتعمل كمركز موارد مهم للملحنين والفنانين في منطقة الخليج. تتميز مرافقها باستوديو تسجيل 24 مسارًا واستوديو موسيقى كمبيوتر هجينًا واستوديو موسيقى إلكترونيًا واستوديو للدبلجة والتحرير ومختبرًا لتطوير المشاريع والتقنية واستوديو V ومختبر الموسيقى.
يقع مقر CCM في مبنى ميلس للموسيقى منذ عام 1966، وقد أكد على الأساليب التجريبية في الموسيقى المعاصرة والفنون والعلوم المرتبطة بها. يحتفظ CCM بمجموعة متنوعة من المعدات الإلكترونية والأدوات والاستوديوهات ويوفر التعليمات والمساعدة الفنية وأرشفة التسجيلات الصوتية. يقدم المركز أيضًا مجموعة واسعة من الخدمات المجتمعية في الفنون بما في ذلك الحفلات الموسيقية العامة وسلسلة المحاضرات والمساعدة الإعلامية والتقنية وإقامات الفنانين. ماجي باين وكريس براون مديران مشاركان حاليًا لـ CCM. باين هي مؤلفة وفنانة متعددة التخصصات ومهندسة تسجيل. بينما براون فهو منشئ آلات موسيقية وعازف بيانو وملحن.
يُشار إلى أن برنامج الموسيقى في ميلس هو في طليعة دراسة الموسيقى التجريبية والتأليف. كان الملحن الشهير لوسيانو بيريو عضوًا في كلية الموسيقى في ميلز في الفترة من 1962 إلى 1964 وفي عام 1966 أصبحت بولين أوليفيروس أول مديرة لمركز موسيقى الشريط (الذي أصبح فيما بعد مركز الموسيقى المعاصرة)، حيث قامت بتأليف أعمالها الإلكترونية «بوغ الغريبة» و «سوب جميل». حصل مورتون سوبوتنيك -الذي أصبح فيما بعد عضوًا في هيئة التدريس- على درجة الماجستير من ميلس ودرس التأليف مع ليون كيرشنر وداريوس ميلود. حضر البرنامج لوري أندرسون وديف بروبيك وجوانا نيوسوم وفيل ليش ونوح جورجسون وهولي هيرندون وستيف رايش بالإضافة إلى مصمم المزج الشهير دون بوخلا. درس تيري رايلي في ميلس ابتداءً من أوائل السبعينيات. درَّس أنتوني براكستون -رائد موسيقى الجاز الطليعي- في ميلس على أساس متقطع منذ السبعينيات. كما أن كل من: لو هاريسون، وبانديت بران ناث وإيانيس سيناكيس وألفين كوران وغوردون ماما وماجي باين وبولين أوليفيروس وفريديريك رزيفسكي، وزينا باركينز وفريد فريث وغيرهم الكثير درَّسوا الموسيقى في ميلس.

#### مكتبة FW Olin

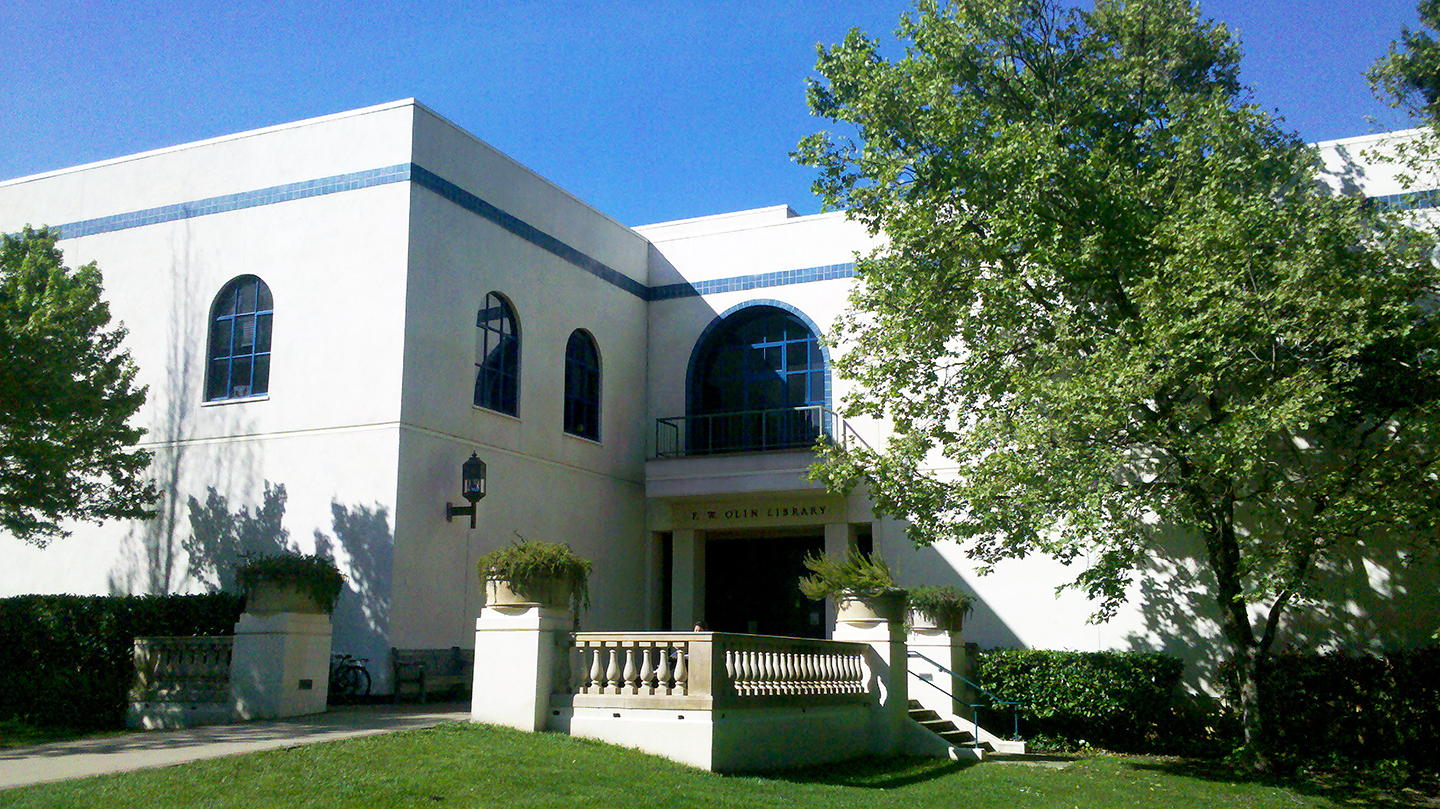
تقع مكتبة FW Olin في موقع مركزي في حرم كلية ميلس وهي موطن لغرفة غرفة كتاب هيلر النادرة والمجموعات الخاصة ومركز الكتاب.

تضم مكتبة FW Olin مجموعة من أكثر من 240.000 مجلد ووسائط أخرى مع التركيز بشكل خاص على الأدب والتاريخ ودراسات المرأة والفن والموسيقى. كما توفر الوصول إلى أكثر من 60 قاعدة بيانات عبر الإنترنت بما في ذلك: البحث الأكاديمي وليكسيس نيكسيس وسايسينفو والملخصات الاجتماعية ومدلاين وإريك وقضايا المرأة المعاصرة ومركز موارد السيرة الذاتية، وغيرها الكثير. تضم المكتبة 280 محطة للدراسة والعمل وغرفة استماع مع محطات سمعية وبصرية مجهزة تجهيزًا كاملاً وقاعة للندوات. وهي مفتوح 88.5 ساعة في الأسبوع ويوجد كتالوج المكتبة على الإنترنت وهو متاح في جميع أنحاء المكتبة.
توجد المجموعات الخاصة داخل المكتبة في غرفة غرفة كتاب هيلر النادرة وتتضمن كتبًا مطبوعة من القرن الخامس عشر حتى الوقت الحاضر بالإضافة إلى مجموعة كلية ميلس. تحتوي المجموعات الخاصة -التي تضم 12000 مجلد و 10000 مخطوطة- على ورقة من إنجيل غوتنبرغ وطبعة فلورنسية من Dante's La divina commedia. كما أنها موطن لمركز ميلس للكتاب وهو منتدى للتراث الثقافي والأدبي والجمالي للكتاب. في أكتوبر 2020 باعت الكلية نسختها من الورقة الأولى لشكسبير من عام 1623 مقابل 9.9 مليون دولار لتعويض النقص في الإيرادات.
تعد ميلس أيضًا موطنًا لمركز الكتاب الذي أُنشئ في عام 1989 لتعزيز التراث الثقافي والأدبي والجمالي للكتاب. تشمل البرامج والمشاريع الاهتمامات المعاصرة والتاريخية وتشمل فنون الكتاب ومحو الأمية والتاريخ المحلي. يضم مركز الكتاب كلاً من كلية ميلس والمجتمعات المحلية مع الاعتراف بالموارد الغنية بشكل غير عادي لمنطقة الخليج.

#### لوري آي لوكي، خريج إدارة الأعمال والسياسة العامة
انتُهي من مبنى كلية الدراسات العليا للأعمال التجارية في عام 2010 وهو مبنى حاصل على شهادة LEED الذهبية. يؤدي تركيز مدرسة لوكي على المسؤولية الاجتماعية إلى تنمية منظور تكاملي عبر التخصصات والمجالات الوظيفية للأعمال وبناء شراكات مع المنظمات التي تشترك في قيم مماثلة.
أُطلِقت أول مجلة سياسات يديرها الطلاب «منتدى السياسة في ميلس» بنجاح في عام 2013 وهي توفر منتدى لحلول السياسات والتحليل لطلابها فضلاً عن السماح بالحديث عن القضايا المنشورة.

#### متحف كلية ميلس للفنون
متحف كلية ميلس للفنون مفتوح للجمهور وهو موطن لمجموعة من أكثر من 8000 عمل فني - أكبر مجموعة دائمة من أي كلية فنون ليبرالية على الساحل الغربي. تتضمن المجموعة أساتذة قدامى ومطبوعات ورسومات أمريكية وأوروبية حديثة ومنسوجات آسيوية وخزف ياباني وأمريكي قديم وحديث، كما تضم اللوحات الإقليمية في كاليفورنيا.
الأعمال من المجموعة الدائمة -بما في ذلك قطع بابلو بيكاسو ودييجو ريفيرا ووينسلو هومر ورإمبرانت فان راين وهنري ماتيس وأوغست رينوار- معروضة بسلسلة متغيرة باستمرار من المعارض الخاصة المصممة للإثارة والإلهام. يتمتع طلاب ميلس بفرصة المشاركة في كل جانب من جوانب عمل المتحف بما في ذلك البحث الأرشيفي والتحرير والتصوير والتصميم والتركيبات. يتدرب الطلاب الجامعيين ليصبحوا منسقين ويجمعون المعارض مع الفن من المجموعة. يتولى طلاب الفنون كل عام أيضًا إدارة معارض كبار ومتخصصي الفنون الجميلة.

#### مدرسة كلية ميلس للأطفال

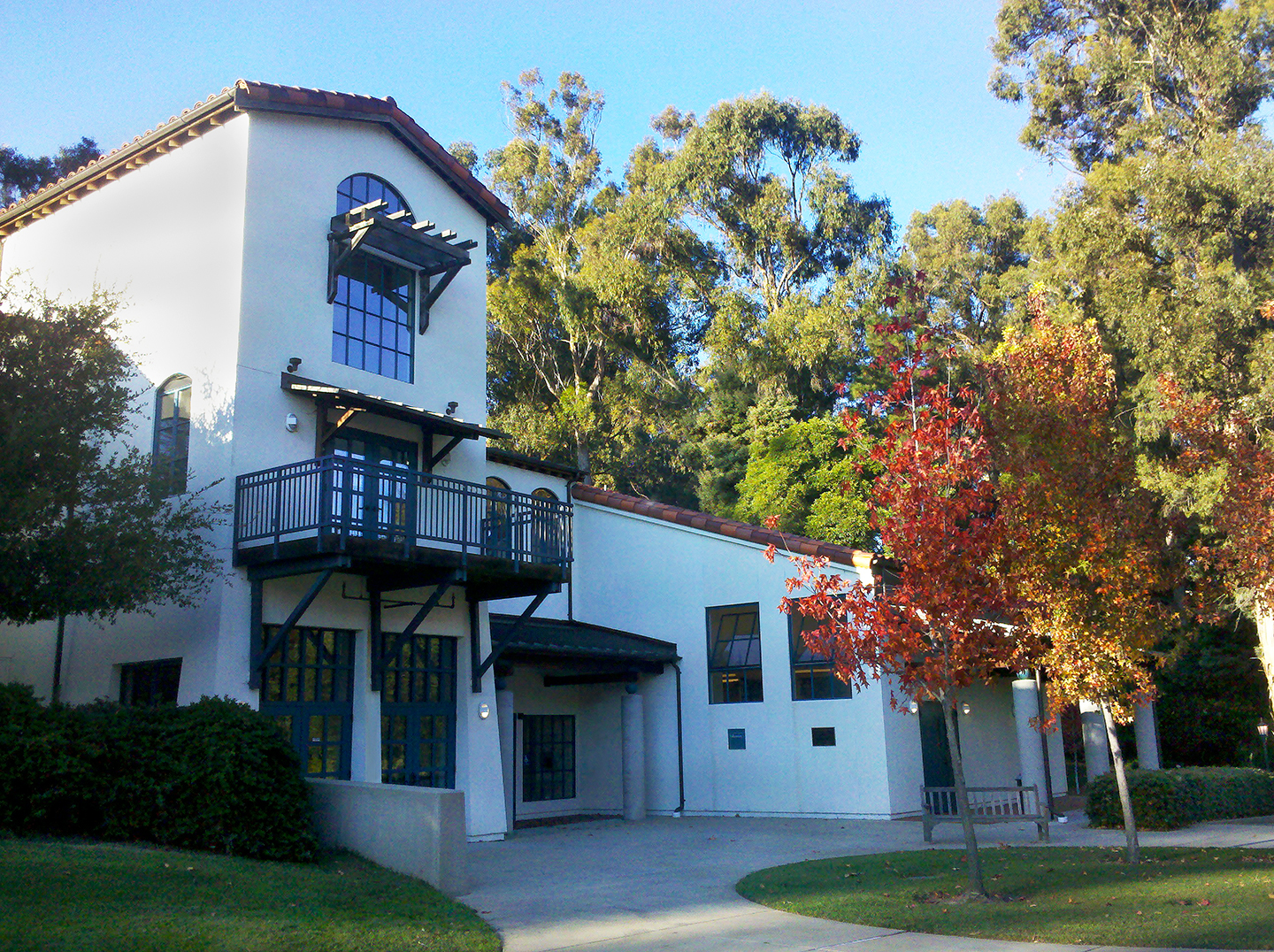
واحدة من مدرستين الدراسات العليا في كلية ميلس، تضم كلية التربية برامج في تربية الطفولة المبكرة وإعداد المعلمين والقيادة التربوية.

تأسست مدرسة الأطفال عام 1926 في حرم ميلس الجامعي وهي أقدم مدرسة معملية غرب نهر المسيسيبي. منذ إنشائها كان لمدرسة الأطفال مهمة مزدوجة تتمثل في توفير تعليم جيد للأطفال والكبار على حد سواء. تُعد المدرسة عضوًا في جمعية مدارس الخليج الشرقي المستقلة ومدرسة أطفال مفتوحة لأطفال طلاب ميلس وأعضاء هيئة التدريس والموظفين وكذلك عامة الناس.
منذ عام 2000 تم إيواء مدرسة الأطفال في المجمع التعليمي في الحرم الجامعي. يشتمل المرفق على مساحات فسيحة لبرنامج الرضع / الأطفال الصغار وبرنامجين لمرحلة ما قبل المدرسة وروضة أطفال حتى الصف الخامس الابتدائي، لكل منها ملاعب وهياكل مناسبة للعمر.
يتمتع طلاب المرحلة الجامعية الذين تخصصاتهم الرئيسة أو الفرعية في تنمية الطفل -بالإضافة إلى طلاب الدراسات العليا- بفرصة فريدة لاستخدام الفصل الدراسي للبحث والدراسة تحت إشراف معلمي الماجستير الحاصلين على درجات عليا وبيانات اعتماد مهنية وسنوات من الخبرة.

#### مدرسة التربية لكلية ميلس
تضم مدرسة التربية مدرسة كلية ميلس للأطفال التي افتتحت في عام 1926 لتزويد الطلاب بفرص للتعرف على سلوك الطفل والنمو المعرفي. كانت أول مدرسة معملية على الساحل الغربي. اليوم تقدم المدرسة برامج للأطفال الرضع حتى الصف الخامس وتوفر لطلاب ميلس الفرصة لدراسة الممارسات التعليمية التقدمية التي تركز على الطفل بأكمله. في الفصول الدراسية بمدرسة الأطفال يلاحظ طلاب ميلس التدريس المستجيب من الناحية التنموية والثقافية واللغوية فضلاً عن نموذج بنائي للتعلم في الفصول الدراسية وتكامل النظرية والممارسة. لدى مدرسة الأطفال مهمة مزدوجة تتمثل في توفير تعليم عالي الجودة لما يقرب من 135 طالبًا في برامج الرضع ومرحلة ما قبل المدرسة بالإضافة إلى تقديم بيئة بحثية تعاونية لطلاب التعليم الجامعيين والخريجين.
توجد برامج في تعليم الطفولة المبكرة والقيادة التربوية وتعليم المعلمين في مدرسة التربية والتعليم والاستفادة من مدرسة الأطفال.

## سكن الحرم الجامعي
تتوفر عشرة خيارات للمعيشة داخل الحرم الجامعي في ميلس، بما في ذلك قاعات الإقامة التقليدية وتعاونية الإسكان والإسكان العائلي والمعيشة في الشقق. يُقدَّم طلاب السنة الأولى في السن التقليدية إلى مجتمع ميلس من خلال مجتمع الإسكان الموضوع الذي يُنظَّم حول مصلحة مشتركة. على مدار فصل الخريف يجوز لأعضاء هيئة التدريس والطلاب والعضو المخصص لقسم الحياة الطلابية حضور المحاضرات أو الأفلام أو معارض المتاحف أو غيرها من الأنشطة اللامنهجية المتعلقة بالموضوع المركزي لمجتمعهم. يقيم الطلاب المنقولون والمستأنفون والخريجون والمستمرون في واحدة من ست قاعات سكنية تاريخية مستوحاة من البحر الأبيض المتوسط أو ثلاثة مجمعات سكنية على طراز الحرف اليدوية.

### قاعة وارن أولني
سُمِّي على اسم أوكلاند مايور وأمين كلية ميلس (1886-1921) وارن أولني، تضم قاعة وارن أولني طلابًا من جميع المستويات الأكاديمية. بُنِيت بواسطة باكويل وبراون -وهي شركة معمارية معروفة في أوائل القرن العشرين- وقد صمموا الهيكل بأسلوب الفنون الجميلة على طراز البحر الأبيض المتوسط. المبنى مكون من ثلاثة طوابق وإطار خشبي خارجي من الجص مع سقف قرميدي أسباني. جميع الغرف إما فردية أو مزدوجة مع أرضيات خشبية وحوض وبعضها يضم شرفات للنوم في كاليفورنيا. تحتوي قاعة الإقامة على غرف مشتركة متعددة ومختبر كمبيوتر وإمكانية وصول كاملة لذوي الاحتياجات الخاصة.

### قاعة أورشارد ميدو
بُنِيَت قاعة سكن أورشارد ميدو في مطلع القرن وهي تضم في الغالب طلاب السنة الأولى وتتكون من جناحين منفصلين، ويتم إيواء جميع الطلاب إما في غرف فردية أو مزدوجة بأرضيات خشبية صلبة أو سجاد ومغسلة. تتصل الأجنحة بغرفة معيشة كبيرة بجدران مغطاة بألواح من خشب البلوط وأرضيات من البلاط، وتتشارك الأجنحة في غرفة اجتماعات ومختبر كمبيوتر. تتميز قاعة أورشارد ميدو أيضًا بغرف متعددة مع شرفات للنوم. يحتوي هذا المبنى أيضًا على مكتبتين مع أثاث عتيق ومدخل لذوي الاحتياجات الخاصة. تشترك قاعة السكن في فناء به بركة عاكسة صغيرة وشواية من الطوب مع وارن أولني.

### قاعة إثيل مور
صُمِّمت قاعة إثيل مور على طراز البحر الأبيض المتوسط مع سقف قرميد أحمر وزخارف زرقاء، وتضم الصغار وكبار السن وطلاب الدراسات العليا. وتقع على قمة بروسبكت هيل، بنيت قاعة إثيل مور في أواخر العشرينات أو في وقت مبكر من الثلاثينات. مدخل البلاطة إلى إثيل مور قاعة يتصل بمسار انحدار في وسط الحرم الجامعي. يفتح إثيل مور أيضًا على فناء رودودندرون المشترك مع ماري مورس ويمكن الوصول إليه من خلال المبنى أو من خلال بوابة الحديقة. يتم الوصول إلى فندق أوليف كورت يارد الذي جُدِّد حديثًا من خلال الردهة. يحتوي المبنى على غرف فردية ومزدوجة بأرضيات خشبية وحوض ومختبر كمبيوتر ومفروشات عتيقة في الأماكن المشتركة.

### قاعة ماري مورس
بُنِيت أيضًا بواسطة والتر إتش راتكليف جونيور في عام 1935، تُقدِّم قاعة ماري مورس لكل من طلاب البكالوريوس والدراسات العليا. من موقعها أعلى تل بروسبكت ينظر الطلاب إلى فناء رودودندرون المشترك مع إثيل مور. ينقسم المبنى إلى جناحين ويتميز بغرف مفردة أو مزدوجة مع أرضيات خشبية أو مغطاة بالسجاد ومغسلة ومدفأة حجرية كبيرة في غرفة المعيشة وغرفة تشمس مشتركة وأثاث عتيق في المناطق العامة ومختبر كمبيوتر.

### قاعة لين تاونسند وايت
سُمِّيت هذه القاعة على اسم الرئيس السابق لكلية ميلس لين تاونسند وايت جونيور، وتقدم مساكن لكل من طلاب المرحلة الجامعية وطلاب الدراسات العليا. يحتوي المبنى على ثلاثة أجنحة بتصميم مفتوح مع مفروشات على الطراز الحديث وغرفة ترفيهية واسعة. يتمتع الطلاب بخيار الإقامة في غرف مفردة أو مزدوجة (بعضها في أجنحة تضم غرفة مزدوجة وغرفتين فرديتين) أو أجنحة بغرفتي نوم مع حمامات خاصة ومطبخ صغير مشترك وغرفة معيشة وحمام. لكل جناح مساحة مشتركة خاصة به بالإضافة إلى غرفة الاستجمام كما يوجد معمل كمبيوتر في المبنى.

## تاريخ الحرم الجامعي

### قاعة ميلس
ًُصُمِّمت قاعة ميلس في عام 1869 بواسطة صموئيل تشارلز بوجبي، وأصبح المنزل الجديد للكلية عندما انتقلت من بينيسيا إلى أوكلاند في عام 1871. قاعة ميلز هي مبنى طويل من أربعة طوابق مع مرصد مركزي مرتفع. كان الهيكل المنزلق -الذي يوفر منازل لأعضاء هيئة التدريس والطلاب بالإضافة إلى الفصول الدراسية وقاعات الطعام- لفترة طويلة يعتبر أجمل مبنى تعليمي في الدولة ". قاعة ميلس هي معلم تاريخي في كاليفورنيا وهي مُدرجة في السجل الوطني للأماكن التاريخية.

### مباني جوليا مورغان
في عام 1904 أصبحت رئيسة شركة ميلز سوزان ميلز مهتمة بالمهندسة المعمارية جوليا مورغان لأنها كانت ترغب في تعزيز مسيرة المهندسة المعمارية، ولأن مورغان -التي بدأت للتو حياتها المهنية- كانت تكلف أقل من نظرائها الذكور. صممت مورجان ستة مبانٍ لحرم ميلس بما في ذلك إل كامبانيل الذي يُعتقد أنه أول برج جرس قائم بذاته في حرم جامعي بالولايات المتحدة. يتكون إل كامبانيل من 72 قدمًا من الخرسانة المسلحة بأسلوب البعثة الإسبانية ويقع أمام قاعة اللاهوت. يحتوي برج الجرس على سقف منخفض من القرميد الأحمر وسبع فتحات مقوسة للأجراس العشرة. تأتي مسامير وقفل الباب الخشبي الكبير لإل كامبانيل من كنيسة إسبانية قديمة في المكسيك. نمت سمعة مورغان عندما لم يتضرر البرج من زلزال سان فرانسيسكو عام 1906. الأجراس الموجودة في البرج «أُلقيت من أجل المعرض الكولومبي العالمي (شيكاغو - 1893)، وأعطاها الوصي للمطاحن». سُمِّيت الأجراس العشرة على اسم نعمة الروح للتأكيد على التزام المدرسة بالإرسالية المسيحية: الإيمان، الأمل، السلام الفرح، الحب، الوداعة، اللطف، ضبط النفس، الشوق، المعاناة. يحيط بالهيكل نباتات جنوب كاليفورنيا تزين الجرار الفخارية التي صممتها مورجان بأسلوب تلك الموجودة في قصر الحمراء.

### متحف الفن
متحف متحف ميلس للفنون مفتوح للجمهور وهو موطن لمجموعة من أكثر من 8000 عمل فني - أكبر مجموعة دائمة من أي كلية فنون ليبرالية على الساحل الغربي. تتضمن المجموعة أساتذة قدامى ومطبوعات ورسومات أمريكية وأوروبية حديثة ومنسوجات آسيوية وخزف ياباني وأمريكي قديم وحديث واللوحات الإقليمية في كاليفورنيا. في عام 2005 تبرع الدكتور ويليام ك. إهرنفيلد بمجموعة تضم أكثر من 800 قطعة فنية أفريقية معظمها من غرب إفريقيا مع التركيز على فن اليوروبا.
الأعمال من المجموعة الدائمة -بما في ذلك قطع بابلو بيكاسو ودييجو ريفيرا ووينسلو هومر ورإمبرانت فان راين وهنري ماتيس وأوغست رينوار- معروضة بسلسلة متغيرة باستمرار من المعارض الخاصة المصممة للإثارة والإلهام. يتمتع الطلاب بفرصة المشاركة في كل جانب من جوانب عمل المتحف: البحث الأرشيفي والتحرير والتصوير والتصميم والتركيبات. يتدرب الطلاب الجامعيين ليصبحوا أمناء ويقيمون أكثر من ستة معارض للفن من المجموعة. يتولى طلاب الفنون كل عام أيضًا إدارة معارض كبار ومتخصصي الفنون الجميلة.

### مبنى العلوم الطبيعية
في ربيع عام 2007 افتتحت ميلس مشروعه الجديد 26,000 قدم مربع (2,400 م2) وهو مبنى العلوم الطبيعية. يضم المرفق أربعة مختبرات تعليمية جديدة وخمسة فصول دراسية جديدة وغرفة كمبيوتر للطلاب ومكاتب كلية علوم مركزية. تدعم الأجهزة الحديثة وموارد الحوسبة المتطورة البرامج الأكاديمية. يُعد هذا المبنى هو أول مبنى في حرم ميلس يلبي المعايير الوطنية الصارمة مثل «المبنى الأخضر» للريادة في تصميمات الطاقة والبيئة (LEED).

### مدرسة أطفال
تأسست مدرسة الأطفال عام 1926 في حرم كلية ميلس وهي أقدم مدرسة معملية غرب نهر المسيسيبي. منذ إنشائها كان للمدرسة مهمة مزدوجة تتمثل في توفير تعليم جيد للأطفال والكبار على حد سواء. كعضو في جمعية مدارس إيزي باي المستقلة فهي مدرسة الأطفال المفتوحة لأطفال طلاب ميلس وأعضاء هيئة التدريس والموظفين وكذلك عامة الناس.
منذ عام 2000 تم إيواء مدرسة الأطفال في المجمع التعليمي بالحرم الجامعي. تشتمل المنشأة الحديثة على برنامج للرضع / الأطفال الصغار وبرنامجين لمرحلة ما قبل المدرسة يقدمان العديد من خيارات الجدولة وروضة أطفال حتى الصف الخامس الابتدائي كل منها به ملاعب وهياكل مناسبة للعمر.
يتمتع طلاب المرحلة الجامعية الذين يتخصصون أو ينقصون في تنمية الطفل بالإضافة إلى طلاب الدراسات العليا بفرصة فريدة لاستخدام الفصل الدراسي للبحث والدراسة تحت إشراف معلمي الماجستير الحاصلين على درجات عليا وبيانات اعتماد مهنية وسنوات من الخبرة.
يوجد أيضًا في الحرم الجامعي مدرسة اللغة الإنجليزية فرست الدولية للغات ومسرح يوناني والعديد من عوامل الجذب الأخرى. طريقها الرئيسي للدخول هو طريق ريتشاردز المُدرج ضمن أجمل 100 شارع في أمريكا.